# Glipizida

Estructura química de la Glipizida.

La glipizida es un medicamento antidiabético oral de la clase de las sulfonilureas de segunda generación, indicado en el tratamiento de la diabetes mellitus tipo 2, especialmente en pacientes cuya hiperglicemia no puede ser controlada solamente con modificaciones dietéticas. Se vende comercialmente en dosis de 2,5-40 mg, cuya acción dura entre 12 y 24 horas. 

## Mecanismo de acción
La glipizida bloquea los canales de potasio dependientes de ATP que hay en las membranas de las células pancreaticas beta, mecanismo a través del cual provocan despolarización, entrada de calcio y liberación de insulina.